# VW Milano

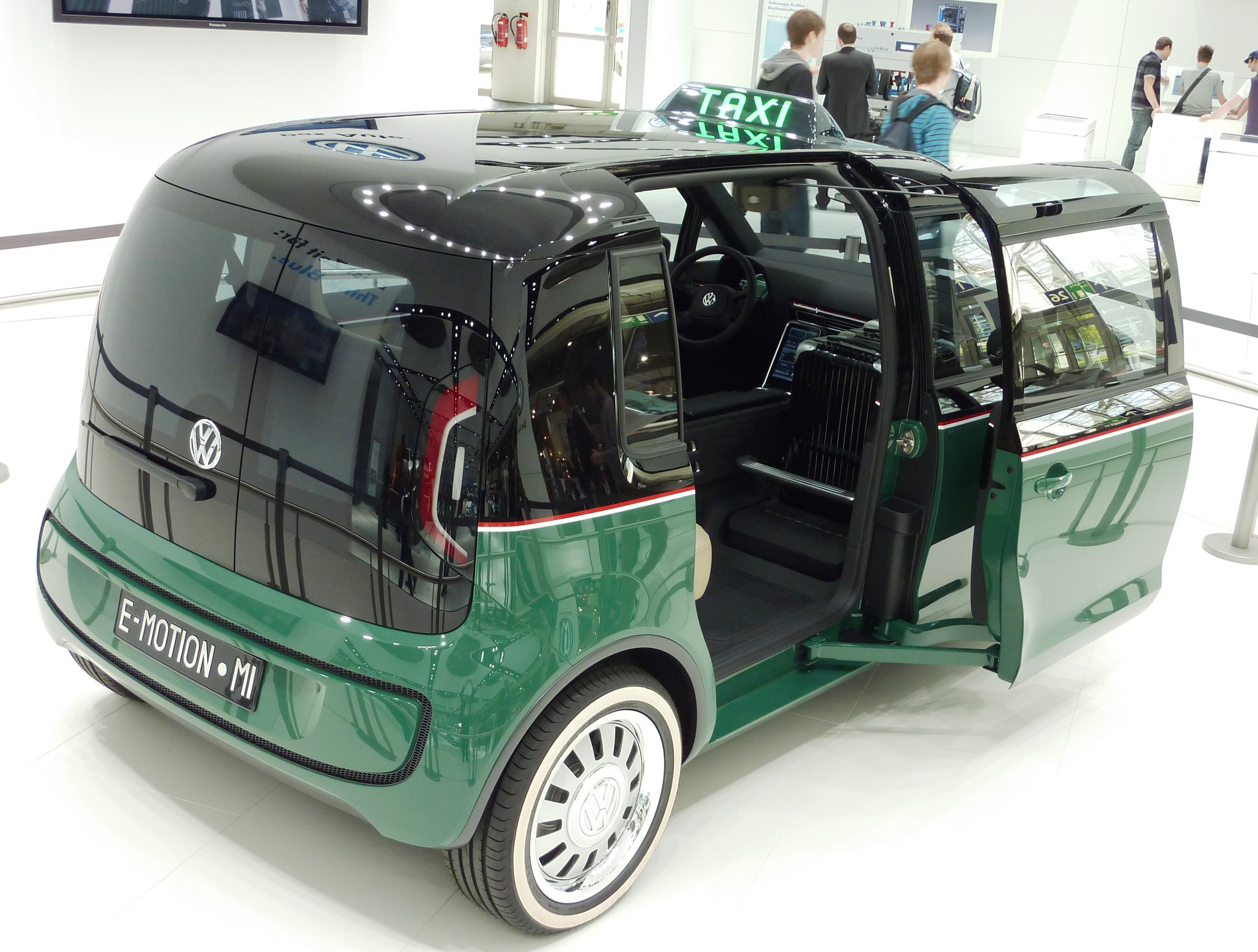
VW-Milano Taxi

Der VW Milano ist ein Taxi-Prototyp, der 2010 auf der Hannover-Messe als Teil der New Small Family vorgestellt wurde. Er basiert auf der Studie VW space Up! und VW e-up!.

## Innovation
Das Fahrzeug ist als Studie für kommende Fahrzeuge gedacht, die als Taxi eingesetzt werden sollen. Es wird elektrisch angetrieben, die Energie wird in einem Lithium-Ionen-Akkumulator gespeichert und mitgeführt, der im Unterboden des Wagens untergebracht ist. Mit seinem 85-kW-Motor soll es damit je nach Fahrweise eine Reichweite von bis zu 300 km haben. Im Innenraum wurden einige Merkmale von Taxis z. B. in New York oder Mexiko übernommen. So besitzt das Fahrzeug einen Touchscreen, mit Hilfe dessen die Fahrgäste die Fahrtroute beobachten oder die Klimaanlage einstellen können. Außerdem verfügt das Taxi nicht über einen Beifahrersitz, stattdessen kann Gepäck vorne neben dem Fahrer untergebracht werden. Daher kann auf einen großen Kofferraum verzichtet werden. Die Farbgebung grün und schwarz ist an die Gestaltung der Taxis in Mailand angelehnt.

## Derivate
Auf Basis der Milano-Studie wurden 2010 weitere, im Design an die Taxis in Berlin und London angelehnte Taxi-Studien vorgestellt.